# Ангулем-Эст
Ангуле́м-Эст (фр. Angoulême-Est) — кантон во Франции, находится в регионе Пуату — Шаранта, департамент Шаранта. Входит в состав округа Ангулем.
Код INSEE кантона — 1602. В кантон Ангулем-Эст входит один город — Ангулем.
Население кантона на 2007 год составляло 12 846 человек.